# Dreamtime Return
Dreamtime Return — двойной студийный альбом американского электронного музыканта Стива Роуча, выпущенный в 1988 году.
Dreamtime Return записан после посещения Австралии и знакомства с культурой местных аборигенов. Название отсылает ко «времени сна», понятию в австралийской мифологии, которое описывает период перед сотворением Земли, когда ещё не существовало физического, материального мира.
Представленная на дисках музыка наполнена медленными электронными звуками, местами слышны разнообразные этнические ударные инструменты, традиционные распевы и голоса австралийских аборигенов. Композиция «Truth in Passing» содержит атмосферные проигрыши на фортепиано, что нехарактерно для автора. Трек «The Other Side» записывался вживую с участием Кевина Брэхени, который подыгрывал здесь на электронном духовом инструменте Steiner EWI. Эта композиция была создана задолго до выхода альбома, впервые она прозвучала ещё в 1986 году на Национальном общественном радио в программе Hearts of Space. После выхода Dreamtime Return Роуч отправился в ещё одно путешествие по Австралии.
Одновременно с выпуском CD-версии Dreamtime Return состоялся также релиз на виниле, при этом композиции «Truth in Passing» и «Through a Strong Eye» из трек-листа пропали, а некоторые звуковые дорожки были сокращены, например «Looking for Safety» урезана более чем на двадцать минут. В 2002 году альбом был включён в список 25-и наиболее значимых эмбиент-альбомов всех времён.

## Списки композиций
Все композиции за исключением помеченных написаны Стивом Роучем.

### CD-издание

#### Первый диск
1. «Towards the Dream» — 7:08
2. «The Continent» — 4:49
3. «Songline» (Robert Rich, Roach) — 3:10)
4. «Airtribe Meets the Dream Ghost» (Rich, Roach) — 7:00
5. «A Circular Ceremony» — 11:18
6. «The Other Side» (Kevin Braheny, Roach) — 13:14
7. «Magnificent Gallery» — 6:07
8. «Truth in Passing» — 8:41
9. «Australian Dawn-The Quiet Earth Cries Inside» — 6:18

#### Второй диск
1. «Looking for Safety» — 31:21
2. «Through a Strong Eye» — 6:50
3. «The Ancient Day» — 6:06
4. «Red Twilight with the Old Ones» — 9:48
5. «The Return» — 8:33

### Издание на грампластинке

#### Сторона 1
1. «Towards the Dream» — 7:08
2. «The Continent» — 4:48
3. «Songline» — 3:11
4. «Airtribe Meets the Dream Ghost» — 6:59

#### Сторона 2
1. «A Circular Ceremony» — 9:35
2. «The Other Side» — 13:13

#### Сторона 3
1. «Magnificent Gallery» — 5:03
2. «Australian Dawn-The Quiet Earth Cries Inside» — 5:11
3. «Looking for Safety» — 10:03

#### Сторона 4
1. «The Ancient Day» — 6:06
2. «Red Twilight with the Old Ones» — 9:48
3. «The Return» — 8:33